# باولو غولتز
باولو غولتز (بالإسبانية: Paolo Goltz)‏ (12 مايو 1985 بإنتري ريوس في الأرجنتين - ) هو لاعب كرة قدم أرجنتيني في مركز الدفاع. شارك مع منتخب الأرجنتين لكرة القدم. أما مع النوادي، فقد لعب مع إنديبندينتي ونادي لانوس وهوراكان.

## مسيرته الكروية
لعب باولو غولتز خلال مسيرته الاحترافية مع 5 أندية في تسعة عشر موسمًا وسجل خلالها 22 هدفًا ضمن 428 مباراة. ولم يفز بأي موسم بالكأس وفاز في ثلاثة مواسم بالدوري.
خاض باولو غولتز مسيرته مع نادي هوراكان في موسم 2002–03 ليلعب معه ثمانية مواسم، مشاركًا في 180 مباراة سجل خلالها 12 هدفًا. ثم انتقل إلى نادي لانوس في موسم 2010–11 ليلعب معه أربعة مواسم، حيث شارك في 127 مباراة سجل خلالها 7 أهداف. لينتقل بعدها إلى نادي أمريكا في موسم 2014–15 واستمر معه طيلة ثلاثة مواسم، مشاركًا في 81 مباراة سجل خلالها هدفين. ثم انتقل إلى نادي بوكا جونيورز في موسم 2017–18 واستمر معه طيلة ثلاثة مواسم، مشاركًا في 33 مباراة ولم يسجل أي هدف. هذا وانتقل لاحقًا إلى نادي جيمناسيا لابلاتا في موسم 2019–20 لمدة موسم واحد، مشاركًا في 7 مباريات سجل خلالها هدفًا واحدًا.

## وصلات خارجية
- باولو غولتز على موقع الاتحاد الدولي (مؤرشف)  (الإنجليزية)
- باولو غولتز على موقع قاعدة بيانات كرة القدم.إي يو (الإنجليزية)
- باولو غولتز على موقع ناشيونال فوتبول تيمز (الإنجليزية)
- باولو غولتز على موقع Soccerway.com (الإنجليزية)
- باولو غولتز على موقع AS.com (الإسبانية)